# Manfred Jähnichen
Manfred Jähnichen (* 26. Januar 1933 in Ullersdorf bei Dresden; † 19. November 2019 in Berlin) war ein deutscher Slawist und Übersetzer.

## Leben und Werk
Nach Studium der Slawistik, Romanistik und Philosophie, welches er mit einem Diplom in den Fächern Bohemistik/Slowakistik, Russistik und Serbokroatistik abschloss, war Manfred Jähnichen von 1956 bis 1970 wissenschaftlicher Assistent bzw. Oberassistent am Slawischen Institut der Ostberliner Humboldt-Universität, ab 1970 daselbst Dozent und ab 1973 Professor für slawische Kulturen und Literaturen mit dem Schwerpunkt west- und südslawische Kulturen und Literaturen (bis 1998), 1990–1994 Direktor des Instituts für Slawistik. Ab Mitte der 1970er Jahre initiierte er zahlreiche Konferenzen zur Bohemistik/Slowakistik und Jugoslawistik. Einen Schwerpunkt seiner Forschung bildeten von Anfang an Fragen der slawisch-deutschen kulturellen Wechselbeziehungen, der Übersetzung sowie literarischer Rezeptionsprozesse.
Als Übersetzer und Herausgeber widmete sich Jähnichen vor allem tschechischen, slowakischen und südslawischen Autoren. Mit einer Reihe von Anthologien und der Verortung der aufgenommenen Texte im jeweiligen kulturgeschichtlichen Zusammenhang setzte er Maßstäbe in der Vermittlung west- und südslawischer Literaturen in den deutschsprachigen Raum. Seine Anthologie Jugoslawische Erzähler von Lazarević bis Andrić (1966, 21976) ist die erste repräsentative Anthologie jugoslawischer Literatur, die in der DDR erschien, und auch ein Zeugnis der Öffnung gegenüber Jugoslawien ab den späten 1950er Jahren sowie des Aufschwungs komparatistischer Forschung in der DDR. Unter Jähnichens Übersetzungen aus dem Slowenischen sind vor allem der Sammelband Am Steilweg (1965) mit Prosa Ivan Cankars und Ciril Kosmač’ Erzählung Ballade von der Trompete und der Wolke (1972) zu nennen. Die von Jähnichen für die 1960er Jahre festgestellte Schwerpunktverlagerung der deutschen Cankar-Rezeption in die DDR bezieht sich auf das Fehlen repräsentativer Publikationen seit Ende der 1940er Jahre, muss aber im Zusammenhang mit dem sich entwickelnden Selbstverständnis einer vergleichend arbeitenden Slawistik gesehen werden. Die umfangreiche und im Wesentlichen bis heute gültige Darstellung des Werks Ivan Cankars im Nachwort zu Am Steilweg ist als die erste integrierte Gesamtdarstellung dieses Autors der slowenischen Moderne in deutscher Sprache besonders hervorzuheben.
Manfred Jähnichen war Träger der Medaille des CSMS Praha für Verdienste um die Entwicklung der Freundschaft und Zusammenarbeit mit der ČSSR (1967), der Friedensmedaille der Karls-Universität in Prag (1976), des Hviezdoslav-Preises des Slowakischen Schriftstellerverbandes (1977), des Nezval-Preises des Tschechischen Schriftstellerverbands (1978), der Silbernen Ehrennadel der J.E. Purkyně-Universität in Brünn (1983), des Ordens des Jugoslawischen Banners mit goldenem Stern am Halsband (1986) sowie der „Ehrennadel in Gold“ für hervorragende Verdienste um die Verbreitung der serbischen Kultur (2009). 2005 wurde er Mitglied der Leibniz-Sozietät, 2006 Mitglied der Serbischen Akademie der Wissenschaften und Künste.

## Werke (Auswahl)

### Wissenschaftliche Publikationen (Auswahl)
- Zwischen Diffamierung und Widerhall. Tschechische Poesie im deutschen Sprachgebiet 1815 – 1867, Akademie-Verlag Berlin 1967.
- Der Weg zur Anerkennung. Tschechische Literatur im deutschen Sprachgebiet 1861 – 1918. Akademie-Verlag Berlin 1972.
- Zur Übertragung tschechischer und slowakischer Poesie in der DDR. Übersetzerstrategie und ihre Realisierung. In: Zeitschrift für Slawistik 32/6 (1987), 873–882.

### Übersetzungen, Anthologien (Auswahl)
- Hamza Humo: Trunkener Sommer. Zeichnungen von Gunter Böhmer. Aus dem Serbokroatischen von Manfred Jähnichen. Frankfurt a. M.: Suhrkamp 1961.
- Ivan Cankar: Am Steilweg. Hrsg. u. übers. v. Manfred Jähnichen. Berlin, Weimar: Aufbau-Verlag 1965.
- Jugoslawische Erzähler von Lazarević bis Andrić. Hrsg. v. Manfred Jähnichen Leipzig: Diederichs 1966, 21976. (Umschlag: Egon Pruggmayer)
- Laco Novomeský: Abgezählt an den Fingern der Türme. Aus dem Slowakischen hrsg. und mit einem Nachwort versehen von Manfred Jähnichen Berlin: Volk und Welt 1971.
- Ciril Kosmač: Ballade von der Trompete und der Wolke. Aus dem Slowenischen übers. v. Waltraud u. Manfred Jähnichen. Berlin, Weimar: Aufbau-Verlag 1972.
- Petres Lied. Jugoslawische Erzählungen. Hrsg. von Manfred Jähnichen. Leipzig: Reclam 1972.
- Augen voller Sterne. Moderne slowakische Erzählungen. Hrsg. von Manfred Jähnichen. Berlin, Weimar: Aufbau-Verlag 1974.
- Isak Samokovlija: Die rote Dahlie. Aus d. Serbokroatischen übers. von Werner Creutziger. Auswahl u. Nachwort von Manfred Jähnichen Berlin, Weimar: Aufbau-Verlag 1975, 21977.
- Karel Čapek: Dramen. Hrsg. von Manfred Jähnichen. Aus d. Tschechischen übers. von Gustav Just u. a. Berlin, Weimar: Aufbau-Verlag 1976.
- Die Akrobatin. Moderne tschechische Erzählungen. Hrsg. von Manfred Jähnichen. Aus d. Tschechischen übers. von Karl-Heinz Jähn u. a. Berlin, Weimar: Aufbau-Verlag 1978.
- František Hrubín: Romanze für ein Flügelhorn. Nachgedichtet von Jürgen Rennert. Hrsg. u. mit einem Nachwort versehen von Manfred Jähnichen Berlin: Volk und Welt 1978.
- Desanka Maksimović: Der Schlangenbräutigam. Hrsg. und mit einem Nachwort versehen von Manfred Jähnichen. Nachdichtungen aus dem Serbischen von Annemarie Bostroem u. a. Berlin: Volk und Welt 1982, Essen: Magnusverlag 22008.
- Ivan Cankar: Martin Kačur, der Idealist. Aus d. Slowenischen von Manfred Jähnichen. Klagenfurt: Drava Verlag, Triest: Editoriale stampa triestina 1984
- Vilém Závada: Die wahre Schönheit der nackten Worte. Hrsg. u. mit einem Nachwort versehen von Manfred Jähnichen. Nachdichtungen aus d. Tschech. von Annemarie Bostroem u. a. Berlin: Volk und Welt 1986.
- Weiße Nächte mit Hahn. Eine Anthologie der slowakischen Poesie des 20. Jahrhunderts. Hrsg. v. Manfred Jähnichen. Blieskastel: Gollenstein u. a. 1996.
- Das Schlangenhemd des Windes. Eine Anthologie der kroatischen Poesie des 20. Jahrhunderts. Hrsg. v. Manfred Jähnichen. Blieskastel: Gollenstein u. a. 2000.
- Das Lied öffnet die Berge. Eine Anthologie der serbischen Poesie des 20. Jahrhunderts. Hrsg. v. Manfred Jähnichen. Blieskastel: Gollenstein u. a. 2004.